# Koloděje nad Lužnicí (zámek)
Zámek Koloděje nad Lužnicí (také Mitrowicz) leží na pravém břehu řeky Lužnice ve vesnici Koloděje nad Lužnicí, části města Týn nad Vltavou. Zámek je chráněn jako kulturní památka.

## Historie
Před dnešním zámkem stával na jeho místě původně jen poplužní dvůr s krčmou. Ten roku 1535 připadl do majetku Adama Čabelického ze Soutic, který si na jeho místě nechal zbudovat malé šlechtické sídlo v renesančním slohu o lichoběžníkovém půdorysu s vodním příkopem, napájeným řekou Lužnicí.
Po pánech ze Soutic zámek vystřídal četné majitele (např. pány z Lilientalu či pány z Malovic). Roku 1704 byl majetek po dražbě přepsán do vlastnictví hraběte Františka Vratislava z Mitrovic.
Mezi léty 1739–1741 nechal František Karel Vratislav z Mitrovic původní renesanční sídlo přestavět na barokní zámek. Po roce 1840 došlo k přeložení původního renesančního mlýna na druhý říční břeh a řečiště u zámku byla posunuto. Tím vzniklo více prostoru k rozšíření zámeckého parku, který zdobil okolí zámku již od roku 1753. Roku 1875 byla vystavěna rodinná krypta rodu Vratislavů z Mitrovic.
V roce 1943 však rodová linie Vratislavů z Mitrovic, která zámek vlastnila, vymřela po meči a jedinou dědičkou majetku se stala Marie Terezie, provdaná za svobodného pána Dercsényi. Celý majetek byl následně znárodněn. Zámek připadl s přilehlým pivovarem, lihovarem a konírnami místnímu Jednotnému zemědělskému družstvu. V samotné budově zámku sídlil muzejní depozitář. Při restitucích si zámek nárokovaly dědičky rodu Dercsényi, které poté své znovunabyté majetky rozprodaly. Od roku 2008 je zámek ve vlastnictví firmy Mitrowicz, a.s. Zpřístupnění pro veřejnost proběhlo roku 2016. Dnes v zámku funguje jedna prohlídková trasa pro návštěvníky, ubytování a restaurace.

## Interiéry
V soukromých a reprezentačních místnostech prvního patra (zejm. v Reprezentačním sále) se dochovaly rokokové nástěnné malby z 80. let 18. století od J. W. Neunhertze. Malby ilustrují příběhy Václava Vratislava z Mitrovic, který se zúčastnil cesty do Cařihradu jako panoš. Celou trasu si zaznamenal ve vlastním cestopisném díle. K zámeckému traktu ze severozápadu je napojena kaple sv. Anny, kterou tvoří nevelká stavba na půdorysu vzájemně se propojujícího obdélníka s elipsou s členitými fasádami a kasulovými okny. Dochovalo se originální vybavení kaple s nástropní freskou od J. W. Neuhertze s motivem Panny Marie a Nejsvětější Trojice.

## Zámecká kaple sv. Anny
K zámku je přistavěna barokní kaple (architekt: Jan Hybner), stavba je pravděpodobně ovlivněna dílem Kiliána Ignáce Dientzenhofera. V interiéru jsou fresky Jiřího Viléma Neunhertze. Hlavní oltářní obraz sv. Anny je pravděpodobně dílem barokního malíře Petra Brandla. Varhany pocházejí z roku 1818.

## Galerie

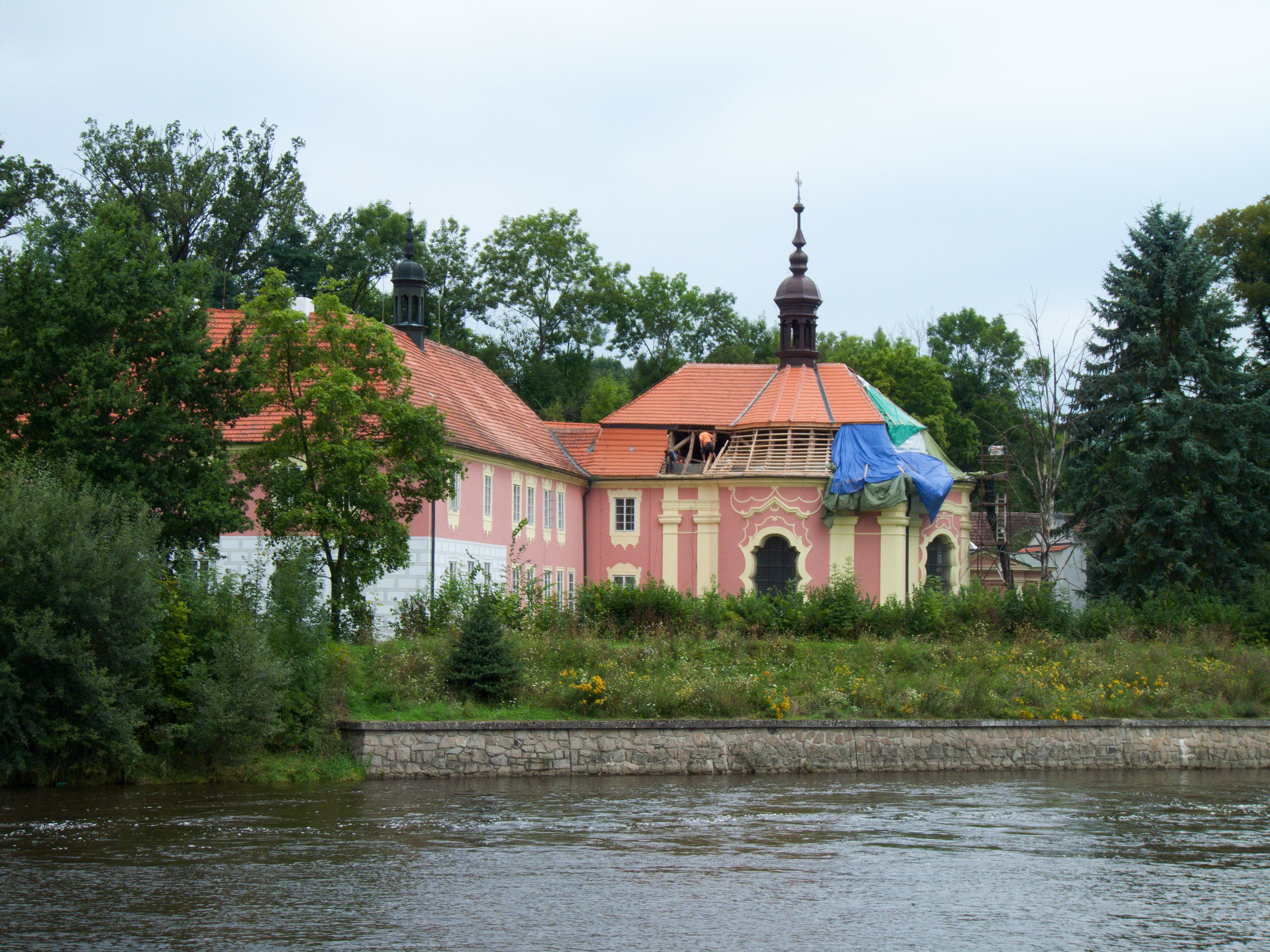
Zámecká kaple sv. Anny při opravách střechy
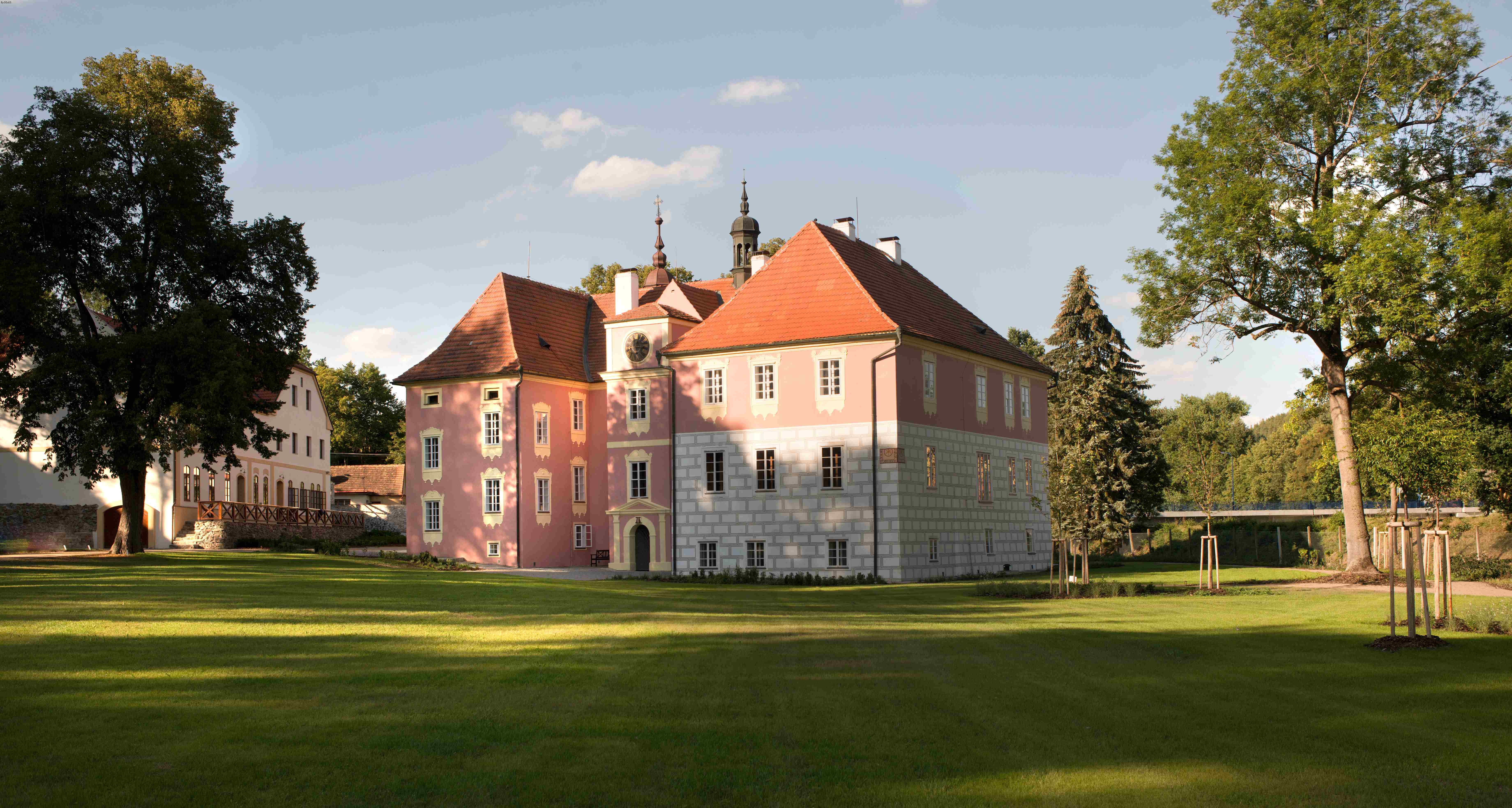
Zámek s parkem
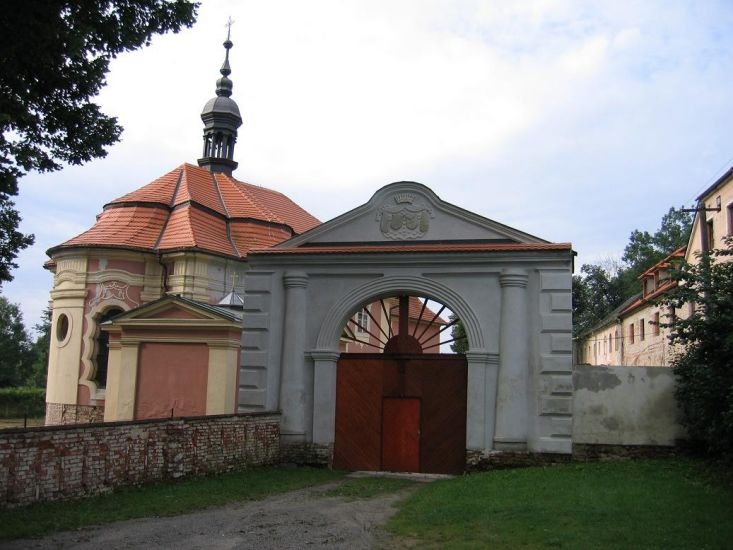
Hlavní vstup